# ブラディーM-白い毒薬
『ブラディーM～白い毒薬』（ブラディーエム しろいどくやく）は、伊藤結花理による日本の漫画。ぶんか社（ぶんか社コミックス）発行。

## あらすじ
舞台は中世のイタリア。チェーザレ・ボルジアの怪我を治したMは、チェーザレに気に入られてボルジア家に滞在することとなった。そこでチェーザレから関係を迫られたMは、「ビアンカ・ペネローザ」と呼ばれる毒薬を使った対決をチェーザレと行うことになる。

## 登場人物
M
主人公。少女の姿をした魔女。
チェーザレの怪我を治したことが切っ掛けで彼に気に入られ、ボルジア家に滞在する。
チェーザレ・ボルジア
自分の怪我を治したMを気に入り、彼女をボルジア家に滞在させる。
ルクレツィア
チェーザレの妹。兄に想いを寄せており、そのために兄に気に入られたMに嫉妬するようになる。密かに「カンタレラ」という毒薬を作っていた。
ベリル
Mの使い魔。天使のような姿をした青年。ビアンカ・ペネローザによって昏睡状態となったMを守る。
老人
Mにビアンカ・ペネローザを渡した老人。